# Зенгибаба
Зенгибаба, или Зенги баба, или Зенги Баба (туркм. Zeňňibaba), — озеро с солоноватой водой, поздне́е водохранилище, расположенное на одноимённой низменности в Дашогузском велаяте в северном Туркменистане.
В XX веке озеро было высохшим, однако в начале XXI века оно было вновь заполнено водой, подаваемой из Амударьи благодаря системе мелиоративных каналов.

## История
На месте современного водохранилища было озеро, которое высохло в конце XIX — начале XX века. В связи с интенсивным развитием Шахсенемского заказника и созданием Капланкырского государственного природного заповедника правительством Туркменистана было принято решение о создании водохранилища. Проект был создан и воплощён «Туркменгипроводхозом». Чаша озера наполнилась пресной водой, пришедшей по Ильялынскому обводному каналу из Амударьи, построенному в конце 1990-х годов.
Дашогузский ввод имеет длину 385 км и идёт с северо-востока. Он начинается на 57-м километре Озёрного коллектора и продолжается около 140 км до низменности Зенгибаба. От озера Зенгибаба идёт канал длиной 45 км до древнего русла Узбоя, затем 160 км по этому руслу до Куртыш-Баба, где происходит соединение с Главным туркменским коллектором.

## Описание
Озеро расположено северо-западнее чинка Зенгибаба.
Площадь зеркала озера составляет более 2000 гектаров, ёмкость озёрной чаши — 140 млн кубометров. При максимальной глубине 16 метров в восточной части озера, тем не менее, в особо сильные морозы оно покрывается льдом, иногда до сорока дней. Северный берег озера Зенгибаба крутой за счёт краевых обрывов платообразной возвышенности Кангакыр. Южный и восточный — выположены и переходят в пустыню с песчаным солончакам. Возрождение озера привело к восстановлению растительного и животного мира вокруг озера.

### Растительный мир
Между возвышенностями и озером доминирует чёрно-саксауловый лес из саксаула зайсанского (Haloxylon ammodendron). По подсчётам учёных, площадь саксаулового леса вокруг водоёма составляет 1000 гектаров. На берегах озера, помимо саксаула, растут гребенщик (Tamarix sp.), медуница неясная (Pulmonaria obscura, местное название — «ак баш»), солодка (Glycyrrhiza sp.), верблюжья колючка (Alhagi sp.) и тростник (Phragmites sp.), а также занесённые в Красную книгу Туркменистана солянка хивинская (Salsola chiwensis, местное название — «хыва шорасы») и мягкоплодник критмолистный (Malacocarpus crithmifolius, «чагемик»).

### Животный мир
Озеро Зенгибаба находится в охранной зоне Капланкырского государственного природного заповедника, где выполняет функции опытно-производственных участков. В заповеднике обитают различные виды водно-болотных птиц, фазаны, куропатки-кеклики, беркут, розовый пеликан, кудрявый пеликан, балобан, степная пустельга, филин. Зенгибаба входит в ареал беркута: на озере гнездится одна пара.
Из животных представлены дикий кабан, волк, заяц-толай, встречаются занесённые в Красную книгу Туркменистана джейран, медоед, кулан, каракал. Изредка мигрирует сюда из Казахстана сайгак, на возвышенности Кангакыр не исключено встретить тушканчика Бобринского. Встречаются пёстрый и песчаный скорпионы.
В озере водится сазан, сом, судак, щука, усач, белый амур и лещ. Есть два вида рыб-интродуцентов — белый толстолобик из бассейна реки Амур и змееголов из Индии.